# Roy Eldridge

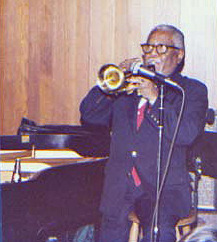
Roy Eldridge

Roy Eldridge, född 30 januari 1911 i Pittsburgh, Pennsylvania, död 26 februari 1989 i Valley Stream, New York, var en amerikansk jazztrumpetare under swingeran. Jämte Dizzy Gillespie, Louis Armstrong och Miles Davis brukar han kallas för den bästa jazztrumpetaren.
Eldridge spelade i några av de mest namnkunniga orkestrarna under swingen:
- Fletcher Henderson
- Gene Krupa
- Artie Shaw
- Benny Goodman
- Count Basie

Han besökte flera gånger Sverige: 
- 1950 med Benny Goodman.
- 1951, då han gjorde grammofoninspelningar med Charlie Norman.
- 1952, 1954 och 1955, då han deltog i Jazz at the Philharmonic (JATP) - en turnerande musikorganisation under impressarion Norman Granz ledning.[1]